# Rauer Dickmaulrüssler
Der Raue Dickmaulrüssler (Otiorhynchus raucus) ist ein Käfer aus der Familie der Rüsselkäfer und der Unterfamilie Entiminae. Die Gattung Otiorhynchus ist in Europa mit 77 Untergattungen vertreten, Otiorhynchus raucus wird zur Untergattung Choilisanus gerechnet.

## Merkmale
Die Käfer sind 5–10 mm lang. Halsschild und Flügeldecken sind stark kugelförmig gewölbt. Letztere sind dicht behaart und weisen lehmgelbe Flecke auf. Die Flügeldeckennaht ist im hinteren Bereich kielartig aufgewölbt.

## Verbreitung
Die Art ist in Europa weit verbreitet. Im Norden reicht das Vorkommen bis in das südliche Skandinavien und Mittel-England, im Süden bis in den Norden der Balkanhalbinsel, im Osten bis nach Kasachstan. In Nordamerika wurde die Käferart eingeschleppt. Erste Funde aus Ontario stammen aus dem Jahr 1936.

## Lebensweise
Die Art überwintert im Larvenstadium. Die polyphagen Käfer erscheinen gewöhnlich nach ihrer Verpuppung Anfang April. Am häufigsten beobachtet man sie in den Monaten April bis Juni. Die Art bevorzugt in Mitteleuropa das Flachland sowie Tallagen von Gebirgen. Sowohl die Imagines als auch die Larven gelten als Schädlinge verschiedener Ziersträucher.